# モンロー/ノイマン効果
モンロー/ノイマン効果（モンロー・ノイマンこうか）とは、火薬の爆発に関する現象。薄い金属の内張り（ライナー）を付けてスリバチ状（凹型の円錐状空洞）に成形した炸薬を爆発させると、爆発の衝撃波が円錐中心軸に向かって集中し、中心軸に沿って方向を変え、スリバチの上方に向かって超高速の金属の噴流が作られる現象である。噴流が当たる目標物には深い穿孔がうがたれる。モンロー効果とノイマン効果を合わせてこのように呼ばれる。
これは成型炸薬と呼ばれ、成形炸薬弾などには、その特性を用いた弾薬が使われている。

## モンロー効果
モンロー効果（英: Munroe effect）とは、アメリカの科学者、チャールズ・E・モンローが1888年（諸説あり）に発見した漏斗のような円錐形のくぼみ（shaped charge、またはhollow charge）を持つ爆薬を後方（円錐の頂点がある方向）から起爆すると、反対側の前方(くぼみが密着していた装甲板)に強い穿孔力が生じる現象。成形炸薬効果（shaped charge effect）などとも呼ばれる。
火薬が後方から起爆されると、爆発は後方から前方に向かって進行する。爆発が円錐状のくぼみの頂点に達し、さらに前方に向かって進行すると、発生した衝撃波は前方の空洞にドーナツ状に広がり、円錐の中心軸で互いにぶつかって方向を変え、前方に噴出する。
通常、火薬の爆発による衝撃波は周囲に球形に広がり、目標に対して使用できる衝撃波は爆発で生じたものの一部に過ぎないが、モンロー効果を利用することで、衝撃波の力を一部に集中して利用できる。
モンロー効果による影響を決める因子は以下の通りである。
- d - 爆薬柱の直径
- l - 爆薬柱の長さ（4d以上あることが理想）
- s - スタンドオフ（ジェットが十分に成長するためにはある程度の距離を取る必要がある、あまり離れすぎるとジェットの長が増加する反面、密度が低下するので 1dから3d が理想である。
- α - 円錐形のくぼみの角度。30度から45度が良い

## ノイマン効果
ノイマン効果（英: Neumann effect）とは、ドイツの科学者、エゴン・ノイマン（Egon Neumann）が1910年に発見した、モンローの円錐形のくぼみに金属板で内張り（くぼみと同じ形の金属の円錐をはめ込むこと。ライナー）をすると穿孔力がさらに強くなる現象。
爆轟が進行して金属の内張りに達すると、爆轟波によりライナーは動的超高圧に晒されユゴニオ弾性限界を超える圧力に達すると固体の金属でも可塑流動性を持つようになり、液体に近似した挙動を示すようになる。これにより、融着体と呼ばれる金属塊となって前方へ超音速で飛び出していく(これをメタルジェットと呼ぶ)。
一般に、高温高圧で金属が蒸発して金属蒸気が飛び出すと言う誤解があるが、5000 m/sを超える速度では爆発熱が金属材料に伝わるだけの時間がないため金属は高温にはならない。メタルジェットは「高温の金属ガス」でも「高圧の金属ガス」でもない。メタルジェットは冷間で超音速で挙動する可塑性を持つ固体金属である。
メタルジェットが形成されるためには爆薬からライナーへ伝わる衝撃波の伝播速度が金属中の音速を超えている必要があるため（金属中の音速は、3000 m/s から 4000 m/sになる）、爆速が5000 m/s以下の爆薬ではメタルジェットが形成されず、効果が無い。
一般に火薬の爆発によって生じるガスの平均分子量は小さく、高速であっても持てるエネルギー量は少ない。ノイマン効果を利用すると重たい金属粒子が超音速で吹きつけてくるため、火薬のみの場合に比べて目標表面に与えるエネルギー量が多くなる。また融着体の衝突による運動エネルギーも利用できる。
穿孔の深さPは以下の式で求められる。
{\displaystyle P=L{\sqrt {\frac {p_{j}}{p}}}}
- L = ジェットの長さ (cm)
- pj = ジェットの密度 (g/cm3)
  - ジェットの金属は冷間であるため、蒸気密度ではなく、ライナーの金属の密度にほぼ等しいと見て良い
- p = 目標物の密度 (g/cm3)

## ライナー
金属板の内張りをライナーと呼び、材質によって貫通力が大きく異なる。基本的に高密度な物質ほど貫通力が高くなる傾向がある。一般的に軍用品の場合には、低コストな量産品では深絞りプレス銅板が用いられ、高性能なミサイルなどはタンタル合金を用いる。
試験条件
爆薬 - RDX
直径 - 20mm
長さ - 80mm
ライナー厚 - 1mm
スタンドオフ - 40mm
静止状態
| 金属         | 密度 （単位 g/cm3） | 穿孔の深さ （単位 mm） | 穿孔の直径 （単位 mm） |
| ------------ | ------------------- | ---------------------- | ---------------------- |
| タンタル合金 | 15.8                | 72mm                   | 12mm                   |
| 銅合金       | 8.5                 | 58mm                   | 14mm                   |
| 深絞り板金鉄 | 7.7                 | 55mm                   | 15mm                   |
| 亜鉛         | 7.2                 | 51mm                   | 17mm                   |
| アルミニウム | 2.7                 | 29mm                   | 23mm                   |
| マグネシウム | 1.7                 | 23mm                   | 25mm                   |
| ガラス       | 2.2                 | 22mm                   | 26mm                   |
| ライナーなし | 0                   | 20mm                   | 28mm                   |

## 名称
モンロー効果とノイマン効果は同時に利用されることが多いため混同されがちである。またモンローの業績を評価し、ノイマンの発見はその改良に過ぎないと見る向きは、単にモンロー効果とだけ呼ぶ。
日本では名前の読みにも揺らぎが多く、マンロー効果、ムンロー効果の語も見られる。Monroe effectのスペルミスも多く見かける。